# Derek Roddy
Derek Roddy (Deerfield Beach, 28 augustus 1972) is een Amerikaans metaldrummer.

## Loopbaan
Roddy speelde met verschillende bands, onder andere Hate Eternal, Nile, Malevolent Creation, Serpents Rise, Divine Empire, Council of the Fallen, Today Is the Day, Traumedy en Aurora Borealis.
Roddy is bekend om zijn extreem snelle en vaardige drumtechniek en is volledig autodidact. Hij speelt niet alleen extreme metal, maar ook blues, rock en jazz.